# 星聚匯

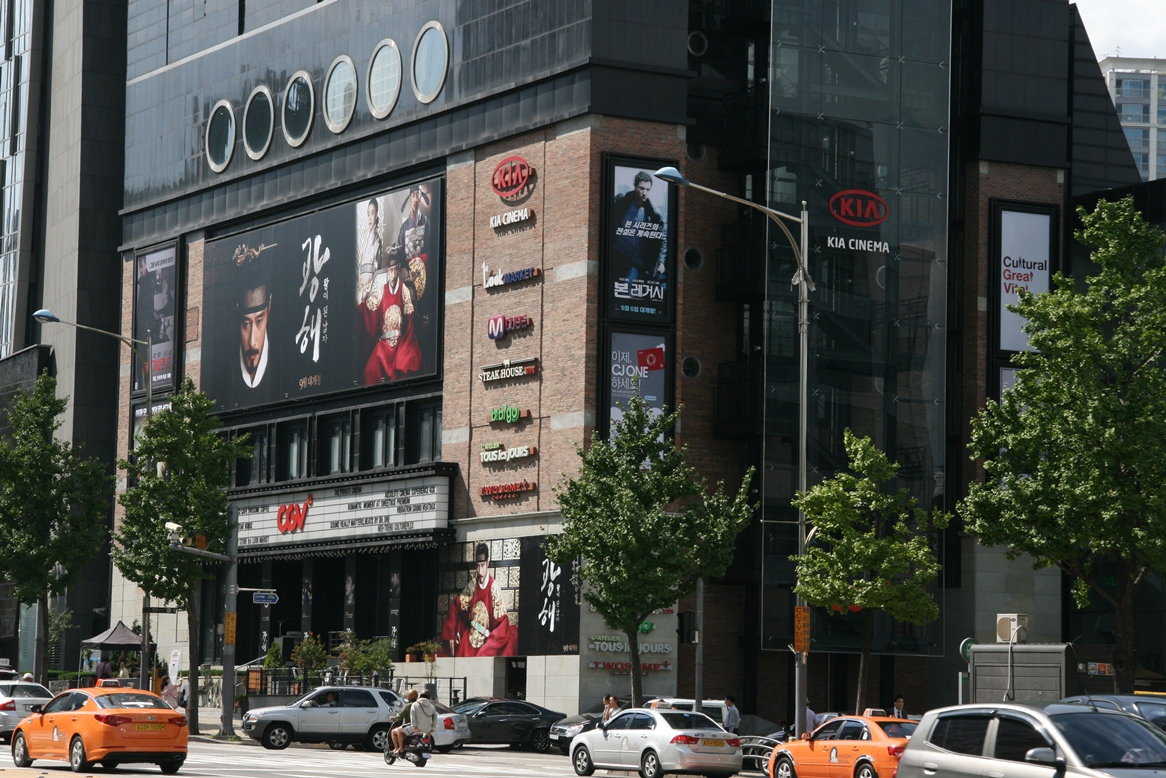
在首爾江南區的CGV影城

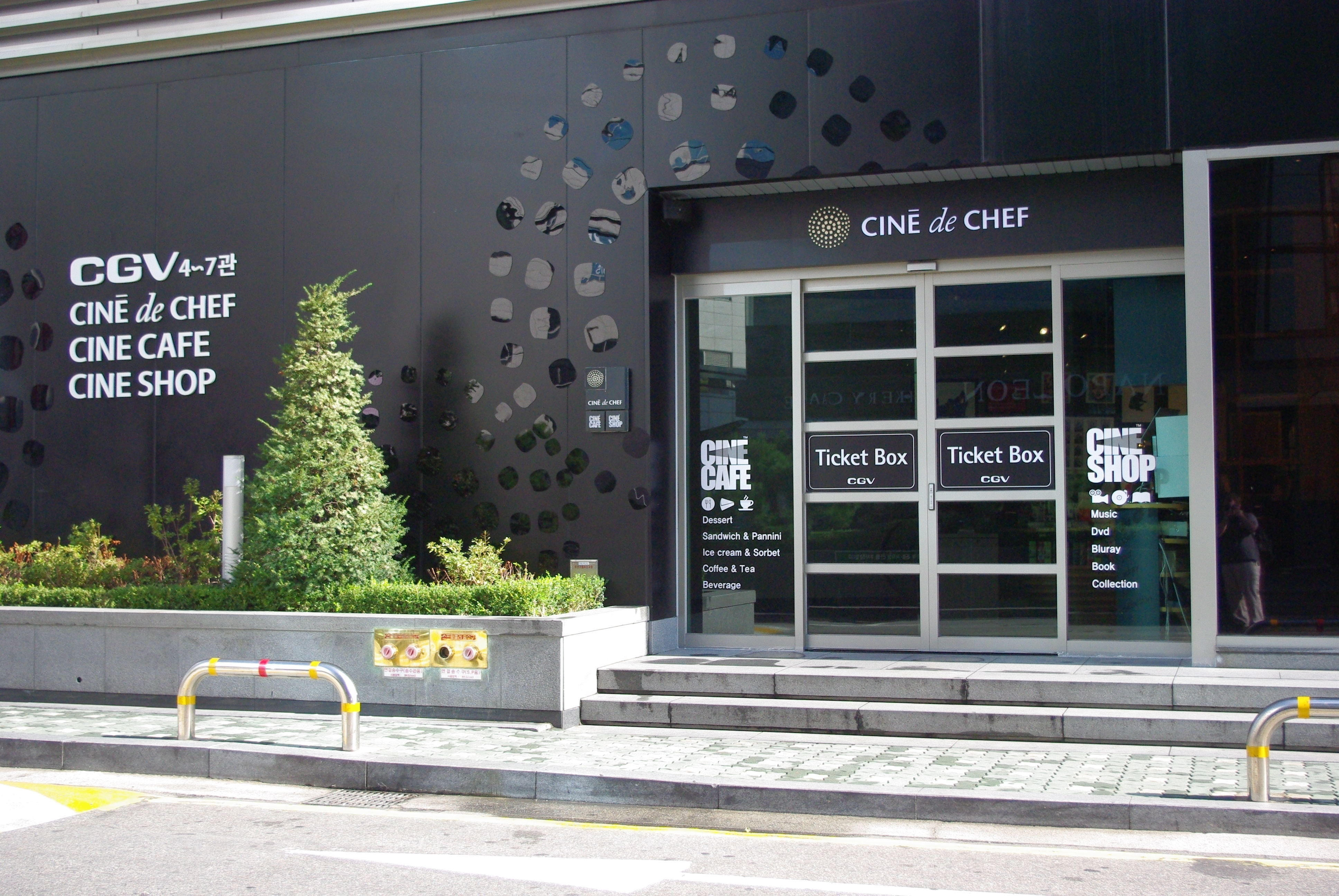
CGV的影城

星聚汇（韓語：씨제이 씨지브이㈜）是韓國最大的連鎖電影院品牌。在中國、越南、印尼、香港、澳門及美國也有院線，共有超过370家。  CGV是以三個名詞的第一個字母來命名：文化（Cultural）、偉大（Great）和生命（Vital）, 也是以合資公司聯合經營的CJ、Golden Harvest和Village Roadshow。其在韓國的連鎖體系一共擁有85個據點、681個螢幕及10萬個座位。

## 香港
截至2025年8月，在香港有2間戲院，共5個影廳，共835個座位。
- 寶石戲院 （2010年8月19日－）

2010年7月，新寶院線旗下寶石戲院暫停營業後，新寶院線轉讓了CJ CGV集團，而且已不再在新寶院線名下，2010年8月19日重新開放。
- D2 Place TWO （2018年9月13日－）

2018年9月13日，在長沙灣D2 Place開設D2 Place TWO，戲院設有4個影廳，提供共472個座位。

## 澳門
2021年12月24日，CJ CGV在澳門開設首間CGV Cinemas Nova Mall, 亦是澳門第一個擁有4DX和Sphere X影院，有別於香港，澳門特別開設VIP Lounge。

## 外部連結
- CJ CGV official homepage （页面存档备份，存于） （香港）
- CJ CGV official homepage （页面存档备份，存于） （全球）
- official korea homepage （页面存档备份，存于） （韓國）
- official Twitter （页面存档备份，存于） （韓國）
- official Facebook （页面存档备份，存于） （韓國）
- CGV Cinemas Hong Kong的Facebook專頁